# Volejbol'nyj klub Zenit-Kazan' 2016-2017
Questa voce raccoglie le informazioni riguardanti il Volejbol'nyj klub Zenit-Kazan' nelle competizioni ufficiali della stagione 2016-2017.

## Organigramma societario
Area direttiva
- Presidente: Rafkat Kantjukov

Area tecnica
- Allenatore: Vladimir Alekno
- Allenatore in seconda: Aleksandr Serebrennikov, Tomaso Totolo

## Rosa
| N° | Nome               | Ruolo | Data di nascita   | Nazionalità sportiva |
| -- | ------------------ | ----- | ----------------- | -------------------- |
| 1  | Matthew Anderson   | S     | 18 aprile 1987    | Stati Uniti          |
| 2  | Arsenij Sarlybaev  | S     | 18 gennaio 1991   | Russia               |
| 3  | Valentine Krotkov  | L     | 1º settembre 1991 | Russia               |
| 4  | Ivan Demakov       | C     | 6 gennaio 1993    | Russia               |
| 5  | Loran Alekno       | P     | 18 settembre 1996 | Russia               |
| 6  | Evgenij Sivoželez  | S     | 6 agosto 1986     | Russia               |
| 7  | Teodor Salparov    | L     | 16 agosto 1982    | Bulgaria             |
| 9  | Wilfredo León      | S     | 31 luglio 1993    | Polonia              |
| 10 | Artëm Vol'vič      | C     | 22 gennaio 1990   | Russia               |
| 11 | Andrej Aščev       | C     | 10 maggio 1983    | Russia               |
| 12 | Aleksandr But'ko   | P     | 18 marzo 1986     | Russia               |
| 13 | Igor' Kobzar'      | P     | 13 aprile 1991    | Russia               |
| 14 | Aleksandr Gucaljuk | C     | 15 gennaio 1988   | Russia               |
| 15 | Denis Zemčënok     | S/O   | 11 agosto 1987    | Russia               |
| 16 | Aleksej Verbov     | L     | 31 gennaio 1982   | Russia               |
| 17 | Vladislav Babičev  | L     | 18 febbraio 1981  | Russia               |
| 18 | Maksim Michajlov   | S/O   | 19 marzo 1988     | Russia               |
| 19 | Vladimir Mel'nik   | S/O   | 21 luglio 1980    | Russia               |